# Абас I
Абас I Армянин (арм. Աբաս Ա) (891— 953) — царь Армении с 929 по 953 года.

## Биография
Абас был представителем династии Багратуни, сыном Смбата I и братом Ашота II Железного. В контраст методам правления его предшественников, царствование Абаса было отмечено годами мира, стабильности и процветания, чего не было в Армении на протяжении десятилетий. При нём столицей страны становится город Карс.